# Deserto di Yuha
Il deserto di Yuha è una sezione del vasto deserto di Sonora, situato nella Imperial Valley della California; si estende a sud dell'Interstate 8, a ovest di El Centro e a nord della frontiera tra gli Stati Uniti e il Messico.

## Caratteristiche
Un aspetto distintivo del deserto di Yuha sono i siti fossili di ostriche Oyster Shell Beds, il De Anza Historical Monument, la Crucifixion Thorn Natural Area e il geoglifo di Yuha. 
È la terra di origine della tribù di nativi americani Kamia (o Kumeyaay), ma è probabile sia stato anche la sede di altre tribù di nativi quali i Cahuilla, Quechan e Cocopah.
Il deserto di Yuha è stato designato come Area of Critical Environmental Concern dal Bureau of Land Management che lo gestisce considerandolo area di uso limitato per la conservazione delle risorse biologiche e archeologiche.
La specie animale di maggior interesse è la Phrysonoma mcallii, o lucertola cornuta dalla coda piatta. Al di fuori della strada statale, il transito veicolare è ammesso solo in tracciati contrassegnati, proprio per proteggere sia l'habitat della lucertola che le risorse archeologiche, che includono siti preistorici dove si praticava la scheggiatura litica, situati sulle sponde dell'antico lago Cahuilla.